# Mihara (Kōchi)
Mihara (jap. 三原村 Mihara-mura) – wieś w Japonii, na wyspie Sikoku, w prefekturze Kōchi. Według danych na rok 2020 miejscowość zamieszkiwało 1 437 mieszkańców , a gęstość zaludnienia wyniosła 16,8 os./km².